# 上田誠仁
上田 誠仁（うえだ まさひと、1959年1月9日 - ）は、日本の元陸上競技選手。山梨学院大学スポーツ科学部教授（体育学）・山梨学院大学陸上競技部顧問兼中距離コーチ。また、関東学生陸上競技連盟では駅伝対策委員長と評議員を務めている。

## 経歴
香川県生まれ。善通寺市立東中学3年時（1973年）に2000mで5分43秒4の中学新を樹立し全中陸上の前身である全日本中学校放送陸上競技選手権大会で全国1位のタイムとなった。
尽誠学園高等学校3年時には長野インターハイ（1976年）、5000mで2位。高校生としては珍しく、1977年2月には別府大分毎日マラソンのハーフマラソン部門に出場し、2010年現在で日本高校最高記録として残る1時間4分15秒を残している。複数の大学から勧誘を受けたが、監督の澤木啓祐から『身長が小さくて、中学から成績を残してきた選手が大学で活躍したためしがない。君が陸上界で生き残る道は、私の指導を受けることだ』と言われ、順天堂大学に1977年4月入学。順天堂大学時代は大きく期待されたが、本人も後に「慢心があった」と振り返るように、1年生の時は箱根駅伝で当日になってエントリーを外される屈辱を味わう。これをばねに奮起し、山登りのスペシャリストとして活躍。第55～57回大会に3年連続出場して5区を走り、第55回大会と第56回大会では2年連続区間賞を獲得、順天堂大学の2度（第55回大会・第57回大会）の総合優勝に貢献した。
順天堂大学卒業後は、地元香川県の三豊工業高等学校、丸亀市立本島中学校の教諭に就任。本島中学校教諭時代の1983年には、日本選手権5000mに出場し、ラスト40mまでトップを走りながらも新宅雅也に敗れ、2位に終わった。
その後、1985年に順天堂大学の監督であった澤木啓祐の推薦によって、当時はまだ陸上競技部が強化部ではなかった山梨学院大学の陸上競技部監督に26歳の若さで就任。同時に同大学法学部講師ともなり現在は教授である。
1987年に同大学陸上競技部を箱根駅伝（第63回）初出場に導き、第68回箱根駅伝（1992年）では、出場6回目にして初の総合優勝を果たした。その後2連覇を含め3度の総合優勝の栄冠に輝いている。また、第65回箱根駅伝に初めてケニアからの留学生選手（オツオリ、イセナ）を出場させ（後にマヤカ、ワチーラ、モグス、オムワンバら）、日本人選手に競争意識を芽生えさせチームを強化していった。また、実業団の新日鐡化学で伸び悩み、引退を考えていた中村祐二に入学を勧め、選手として迎え入れ、世界選手権に出場するまでの選手に育て上げた。
又、次男の上田健太も全中第37回大会1500mで優勝したため、親子揃って中学日本一の称号を得る事となる。なお、健太は山梨学院大学陸上競技部に進学・所属し、在学中は誠仁とは親子にして師弟という間柄であった。2016年箱根駅伝では健太が3区で出走し、大会史上初の親が監督・子が選手の親子同時出場を果たした、

## 選手時代の主な成績
- 1976年　インターハイ　5000m　2位　14分41秒0
- 1976年　国民体育大会少年A5000m　3位
- 1976年　高校駅伝　1区(10km)区間7位　31分13秒
- 1979年　第55回箱根駅伝　5区区間賞
- 1980年　第56回箱根駅伝　5区区間賞
- 1981年　第57回箱根駅伝　5区区間2位
- 1983年　日本選手権  5000m 2位

## 監督としての主な成績
- 関東学生陸上競技対校選手権大会　2部総合優勝　1995年第74回大会（以後山梨学院大学は1部に定着）
- 箱根駅伝　総合優勝　1992年,1994年,1995年
- 出雲全日本大学選抜駅伝競走　優勝　1991年～1995年（5連覇）,2002年

## 関連書籍
- 『監督と大学駅伝』（生島淳（著）、日刊スポーツ出版社、2008/12、第3章で「上田誠仁監督　新興校を強豪へ育て上げた名将の熱意を支えたもの」を掲載、ISBN  978-4817202604）